# ジョージ・サーモン
ジョージ・サーモン（愛: George Salmon、1819年9月25日 - 1904年1月22日
、 FBA FRS FRSE) はアイルランドの数学者、聖公会神学者。20年間代数幾何学を研究し、晩年の40年を神学に捧げた。 生涯トリニティ・カレッジで過ごし、1888年から1904年まで同大学32代学長を務めた。

## 私生活
1819年コークで、麻商人のマイケル・サーモン（Michael Salmon）とヘレン・ウィークス（Helen Weekes、エドワード・ウィークス牧師の娘）の間に生まれた。少年時代は、Hamblin and Porter's Grammar Schoolに通い、1833年、トリニティ・カレッジに入学した。
1837年に奨学金を獲得、1839年に数学の優位学生としてトリニティ・カレッジを卒業した。1841年21歳で、有給の研究員、数学の教職の身としてトリニティ・カレッジに通った。1845年、神学の教師の職位に任命された。1844年に助祭、1845年にアイルランド聖公会の聖職者になった。
サーモンは余生をもトリニティ・カレッジで過ごした。
1904年、学長宅で没しマウント・ジェローム墓地に埋葬された。サーモンは熱心な読書家で、死亡記事には"specially devoted to the novels of Jane Austen."（特にジェイン・オースティンの小説を好んでいた）と書かれている。
1844年、ヘレフォードシャー州でサーモンは、Staunton-upon-WyeのJ. L. サルヴァドール（Salvador）牧師の娘フランシス・アン・サルヴァドール（Frances Anne Salvador）と結婚した。6人の子供を持ったが、2人だけが成長した。

## 学業

### 数学
1840年代後半から1850年代の間、サーモンはアーサー・ケイリーとジョセフ・シルベスターと定期的で頻繁な交流をした。この3人とシャルル・エルミートなどの何人かの数学者が、n次元代数学、幾何学の処理システムを発展させた。また、この間にサーモンは36もの論文を雑誌に発表した。論文の中で彼は、広範で体系的、根本的な問題ではなく、狭義の具体的な問題を解決していた。しかし彼はケイリー等の基本的な発明を早期に使用した。1859年、書籍 Lessons Introductory to the Modern Higher Algebra（ここでHigherは高次元の意）を出版した。この書籍は暫くの間、代数学の最先端かつ標準的なプレゼンテーションになった。1866,1876,1885年には改訂版、再販版が発売され、ドイツ語やフランス語にも訳された。 
1858年から1867年の間は、トリニティ・カレッジの数学のドニゴール講師を務めた。
一方1848年には、学部学生向けの教科書 A Treatise on Conic Sections を出版した。この教科書は50年以上発売され続け、英語版は5回の改訂を経た。また、ドイツ語、フランス語、イタリア語、日本語にも翻訳された。サーモン自身は後年の改訂には関与していない。ドイツ語版においてはヴィルヘルム・フィードラーの "free adaptation"  の下で行われ、学部学生の内で人気を博した。更にサーモンは2つの数学の教科書 A Treatise on Higher Plane Curves (1852)と A Treatise on the Analytic Geometry of Three Dimensions(1862)を出版しており、こちらも長い間の印刷、幾度の改訂が行われた。この改訂もまた、 サーモンは他者に委託したものであった。
1858年、王室アイルランド学会のカニングハムメダルを授与された。1863年6月、 王立協会フェローに選出され、続いて"For his researches in analytical geometry and the theory of surfaces"（解析幾何学と表面理論の研究のために）としてロイヤル・メダルを賞された。1889年、コプリ・メダルを受賞したが、そのころにはサーモンはすでに数学と科学への興味を失っていった。
サーモンは、いくつかの大学から名誉学位を与えられた。うち、オスロ大学の Doctor mathematicae（1902年9月6日）は、ニールス・アーベルの生誕100年を記念しての学位だった。 
平面幾何学におけるサーモンの定理は彼の名を冠する。

### 神学
1860年から、サーモンは主に神学に携わるようになった。1886年、彼はトリニティ・カレッジの神学欽定教授に指名された。その時点で、彼はすでにTCDの数学科の職位を辞めていた。1871年、聖パトリック大聖堂長の地位を得た。
サーモンが関わった神学の出版物の一つに、Tracts for the Timesへの反論集（1853年）がある。ローマのカトリシズムへの反論は、サーモンの神学に度々登場する題目で、彼の広く読まれる書籍 Infallibility of the Church（1888年）では、ローマ教会への特定の信仰、特に教会不可謬説と教皇不可謬説は、不合理であると主張している。サーモンは永遠の罰、奇跡、新約聖書の解釈に関する書籍も著作している。An Historical Introduction to the Study of the Books of the New Testament もまた広く読まれる書籍で、エイレナイオスやエウセビオスなどの指導者の著作に見られるような、キリスト教初世紀の福音の解釈と受容の説明を行っている。

## チェス
サーモンは熱心なチェス選手でもあった。大学のチェスクラブのパトロンになり、1890年から1903年の間は会長を務めた。第二回イギリスチェス会議に参加し、1858年10月27日、バーミンガムでポール・モーフィーと対戦する栄誉に恵まれた。また、Daniel Harrwitz  (Daniel Harrwitz)  との興味深い試合で勝利した。
神学の書籍 Infallibility of the Church でも、サーモンは少しだけチェスに言及している。
- サーモンは、教皇の不可謬性教義に対してカトリシズム反対者が論駁することは極めて重要である、そうでなければ、チェスでどれだけ多くの駒を獲得してもキングが詰んでしまうように、他の反論は重要でなくなってしまうだろうと主張している。
- 他のチェスを参考にしたサーモンの主張には、誰にも負けたことがないというものに会えば、この選手にrook odds（英語版）（チェスのハンデの一つ）を与えることができるというものがある。したがって"the delusion of invincibility can never grow up in the mind of anyone except one who has never met a strong antagonist."（無敵の妄想は、強敵にあったことがない限り、誰も考えうることはない）と唱えた[10]。
- サーモンは、queen odds を受けた選手と対戦する場合、取り消しを許可するなど、あまり厳しくすることなく、楽に対戦するといった。したがって彼は、教皇は過ちを犯したと確信していて、教皇が正しいことをしていたと認めたとしても脅威を感じることはない。

## トリニティ・カレッジ学長

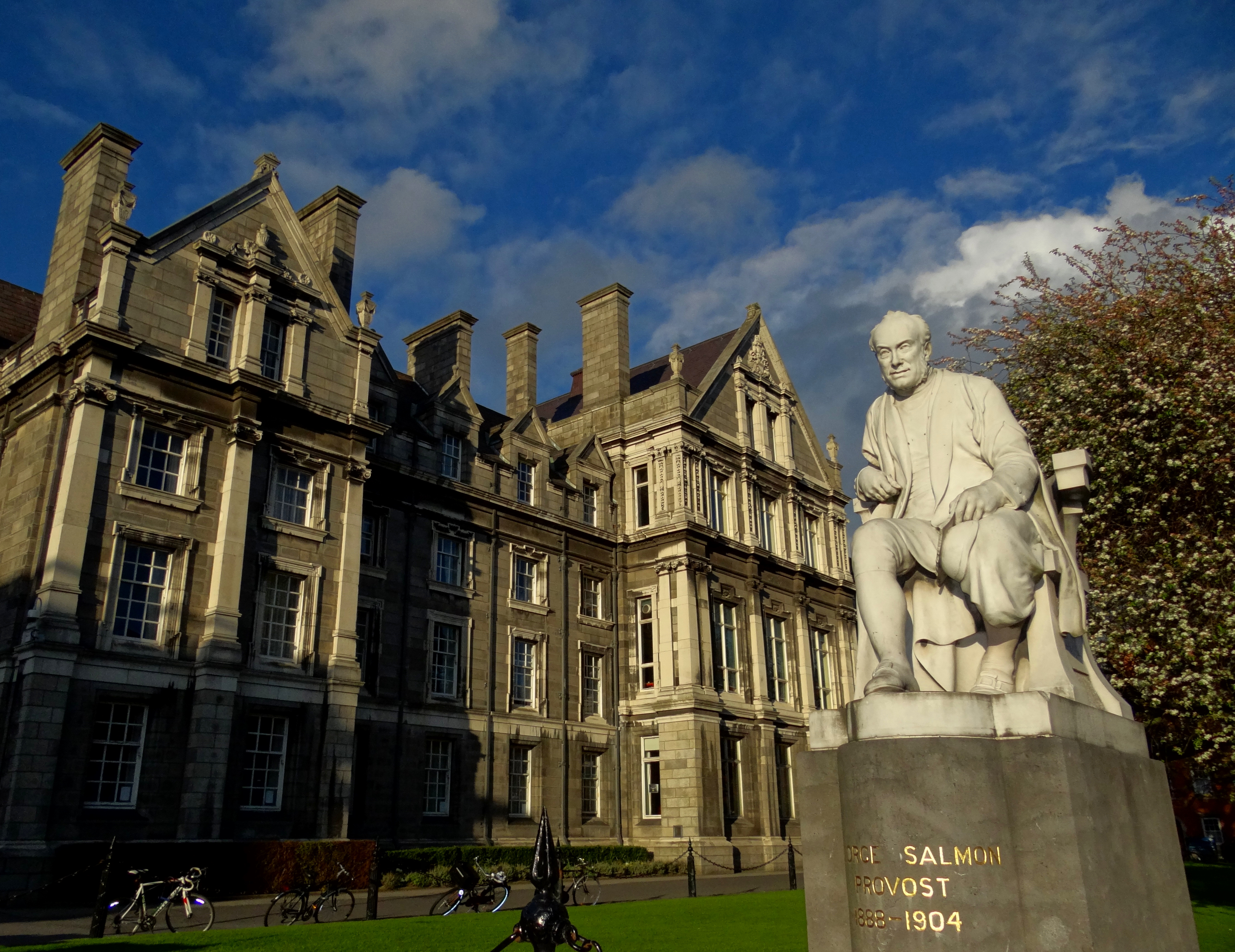
トリニティ・カレッジの、ジョン・ヒューズ（ John Hughes）によるサーモンの彫刻。

1888年から1904年（没年）までサーモンはトリニティ・カレッジの学長を務めた。 彼の実績の中での最も主要なことに、1892年に大学の300周年を記念した式典がある（同大学はエリザベス1世によって1592年に創立した）。

### 大学への女性の入学
1870年、トリニティ・カレッジはアレクサンドラ・カレッジの要請に従って Examinations for Women（女性のための試験）を導入した。1880年、ハンフリー・ロイドが学長に就任していた間、サムエル・ホートン、アントニー・トレイル、ジョン・ジェレットなどが、男性と同じ条件で女性に学位を与えることを提案した。学長となったロイドはこれには賛同せず意見は引き下げられた。1881年ジェレットが学長になると、1882年に女性に学位を与えるべきかどうか調査する委員会が設立された。この委員会で、サーモンは反対、トレイルは賛成した。学長の支援があったのにもかかわらず、この委員会はあまり効果を成さなかった。 
アリス・オールダムの主導していたころのCAISM（the Central Association of Irish Schoolmistresses）の入学運動の間に、サーモンは学長に就任した。彼は保守的立場にあったが強い運動は無視できないほどになった。実際彼は、女性が男性と対等に中等教育試験を受けることを支援したアレクサンドラ・カレッジ評議会に所属しており、また彼の娘は学長家から女性のための試験のコーディネーターとして活躍していたCASIMのメンバーだった。 1896年、理事会の全メンバー8人は70歳を超え、1901年には退職や死亡を理由に理事会を去り、理事会の過半数は女性入学賛成派になった。
1902年、ジョン・マハフィは女性に学位を与えるかどうかの問題に行動を起こすときであると提言した。サーモンは反対したがこの提案は会で可決された。報告を行う委員会が設置され、年末までに理事会はアイルランド総督のウィリアム・ワードに対して、国王に女性入学の新たな特許状発行を請願するよう働きかけることを決定した。1903年、特許状を発行する前にワードは学長の賛成が必要不可欠であると答えた。1903年6月サーモンは正式に反対を撤回する手紙を書き、1904年1月16日、理事会は特許状を受理した。この理事会がサーモンが最後に参加した会となった。
1904年1月22日、イザベル・マリオン・ウィアー・ジョンストンが最初にトリニティ・カレッジに入学した最初の女性学部学生となり、年末までには他の何十人の女性が後に続いた。彼女は、 "When I arrived in Dublin 1904, I was informed that he [Salmon] had died that day, and the examination had to be put off until after the funeral."（1904年私がダブリンに到着したとき、サーモンがその日に亡くなって試験は葬儀が終わるまで延期された）ということを回想した。

### 死去
サーモンは、生前は理事会の会議に参加し続けた。死去するまで、サーモンは62年以上もの間、トリニティで親しまれた人物で、彼と意見を違わせた者までもが、彼を愛した。 トレイルとマハフィはサーモンの学長就任を熱望し、サーモンの没日、彼の地位を守るためロビー活動を行った。ある伝説では、サーモンは死の直前に、死を予期していたとまで言われている。彼は自身が死んで、葬儀は大学のフロントスクエアで行われ、学者や同僚が涙しながら参列する夢を見た。彼の棺は礼拝堂に置かれ、 "and then"（そして）彼は、 "I sat up in my coffin, whereupon Mahaffy and Trail wept louder than ever"（私は棺で起き上がり、マハフィとトレイルは今までにないほどの大声で泣いた）と言った。

## 著作物
- 1848: A Treatise on Conic Sections, Third edition, 1855, Fourth edition, 1863 via Internet Archive
- 1852: A Treatise on Higher Plane Curves: Intended as a sequel to a Treatise on Conic Sections, Third edition, 1879
- 1859: Lessons Introductory to the Modern Higher Algebra 172 pages. 2nd edition (1866) 326 pages. 3rd edition, 1876 354 pages. 4th edition (1885) 360 pages (with some additions by Cathcart to the chapters on binary quantics). 5th edition (1964) 376 pages ISBN 978-0828401500 (the contents of the 4th edition, together with some sections from the 2nd edition omitted in the 3rd and 4th editions).
- 1862: A Treatise on the Analytic Geometry of Three Dimensions; 5th edition, 1915 via Internet Archive, Reviews:[17][18]
- 1864: The Eternity of Future Punishment
- 1873: The Reign of Law
- 1881: Non-miraculous Christianity
- 1885: Introduction to the New Testament
- 1888: The Infallibility of the Church, Third edition, 1899
- 1897: Some Thoughts on the Textual Criticism of the New Testament via Internet Archive

### 邦訳書籍
- 小倉金之助『解析幾何学 : 円錐曲線（A treatise on conic sections）』 山海堂出版部、1914年8月